# Mélasma
 Mise en garde médicale
Le mélasma (également dénommé chloasme ou chloasma)  est une affection bénigne de la peau se présentant sous la forme de taches hyperpigmentées apparaissant sur les zones exposées au soleil, surtout au niveau du visage, du décolleté et du cou.
Le mélasma atteint principalement les femmes, le plus souvent lors de la grossesse, donnant ce que l'on appelle communément le masque de grossesse, mais il peut apparaître en dehors de celle-ci.
Les causes et les facteurs favorisants du mélasma sont essentiellement des facteurs de prédisposition génétique, l’exposition au soleil et aux œstrogènes (lors de la grossesse ou au cours d'une contraception). 
Afin d'éviter l'aggravation on peut limiter l'exposition au soleil par l'utilisation de protections solaires et remplacer une contraception œstroprogestative par d’autres méthodes contraceptives. Le traitement curatif comporte des produits locaux dépigmentants (dérivés phénoliques, soufrés et non phénoliques) et des méthodes physiques comme les peelings chimiques ou le laser. Pour masquer les taches résistantes au traitement on peut utiliser des maquillages couvrants.

## Symptômes
Le masque de grossesse est une affection de la peau qui touche plus volontiers les femmes brunes et prend la forme de plaques pigmentées de couleur marron, souvent symétriques et bien limitées. Elles sont réparties, en général, sur le front, les tempes et les joues.

## Cause
La grossesse provoque une augmentation des taux d'œstrogènes, entraînant en même temps une augmentation de la synthèse de la mélanine. Si à cette période, la peau est exposée au soleil, il y a hyperpigmentation, et apparition de taches, notamment au niveau du visage, qui disparaissent dans les deux ans après l'accouchement.
Les pilules contraceptives à base d'œstrogènes peuvent produire les mêmes effets ou prolonger la persistance d'un mélasma apparu pendant la grossesse.
L'utilisation de cosmétiques de mauvaise qualité suivie d'une exposition au soleil peut aussi en être l'origine.

## Prévalence
De 50 à 75 % des femmes enceintes sont touchées. Il existe des prédispositions génétiques, et les femmes brunes y sont plus sujettes.

## Traitement
Les taches disparaissent généralement spontanément dans la majorité des cas, parfois plusieurs mois après l'accouchement. 
Plusieurs cosmétiques et médicaments accélèrent la disparition des taches, y compris :
- crème d'hydroquinone topique (2 % à 4 %), inhibiteur de l'enzyme tyrosinase participant à la production de mélanine ;
- trétinoïne par voie orale ou topique, composé similaire à la vitamine A, mais fortement déconseillé pendant la grossesse en raison du risque pour le fœtus, étant une substance tératogène ;
- acide azélaïque : interrompt l'activité des mélanocytes.

Certaines huiles essentielles détoxifiantes ont également des actions contre l'hyper-pigmentation (Levisticum officinale ou livèche, Daucus carota ou carotte sauvage, ou encore Apium graveolens var. dulce, une variété de céleri) et peuvent participer à la dépigmentation et à la disparition des taches.
Le traitement au laser ou par lumière intense pulsée (IPL pour les anglophones) n'est pas recommandé car pouvant aussi parfois aggraver certaines pathologies de la peau et/ou avoir des effets secondaires,